# Dezoksiadenozin
Dezoksiadenozin je dezoksiribonukleozid. On je derivat nukleozida adenozina. On se razlikuje od adenozina po zameni hidroksilne grupe (-OH) vodonikom (-H) na 2' poziciji njegovog riboznog prstena.

## Literatura
- Даринка Кораћевић; Гордана Бјелаковић; Видосава Ђорђевић. Биохемија. савремена администрација. ISBN 978-86-387-0622-8.

## Spoljašnje veze
- Deoxyadenosine на 